# مارك هاريس (مغني)
مارك هاريس (بالإنجليزية: Mark Harris)‏ هو مغني وكاتب أغاني أمريكي، ولد في 1 أغسطس 1962 في موبيل في الولايات المتحدة.

## وصلات خارجية
- الموقع الرسمي
- مارك هاريس على موقع IMDb (الإنجليزية)
- مارك هاريس على موقع ميوزك برينز (الإنجليزية)
- مارك هاريس على موقع ديسكوغز (الإنجليزية)